# Robert Bosch
Robert Bosch (Albeck, 23 settembre 1861 – Stoccarda, 12 marzo 1942) è stato un imprenditore e inventore tedesco, fondatore della Robert Bosch GmbH.

## Biografia
Bosch era nato ad Albeck, un villaggio a nordest di Ulma, nella Germania meridionale; era l'undicesimo di dodici fratelli.
I genitori erano dei contadini benestanti. Il padre era un membro della massoneria, ben istruito per essere un uomo della sua classe sociale, e si impegnò molto per dare una buona educazione ai suoi figli.
Dal 1869 al 1876, Robert Bosch frequentò la Realschule (scuola tecnica secondaria) di Ulma e poi lavorò come apprendista meccanico di precisione. Dopo la scuola e la formazione pratica, Bosch trascorse sette anni lavorando in diverse aziende in Germania, negli Stati Uniti (per la Edison a New York) e nel Regno Unito (per la Siemens).
Il 15 novembre 1886 aprì la sua “Officina di Precisione Meccanica e di Ingegneria Elettrica" a Stoccarda. Un anno dopo, fece un investimento decisivo in un sistema di accensione a magnete non brevettato realizzato dal costruttore di motori Deutz. Ciò lo porto al suo primo successo commerciale. Lo scopo del dispositivo era di generare la scintilla elettrica necessaria per innescare la combustione della miscela aria/combustibile all'interno del motore. Nel 1897, Bosch fu il primo ad adattare questo sistema di accensione per un veicolo a motore.
Nel fare ciò, risolse uno dei più grandi problemi tecnici dell'industria automobilistica che allora era ancora in stato embrionale. Ma solo l'invenzione, il 24 settembre 1902, della prima candela commerciale per scariche ad alta tensione come parte di un sistema di accensione di tipo magnetico, da parte di Gottlob Honold, un ingegnere dipendente di Bosch, rese possibile lo sviluppo dei motori a combustione interna.
Sul finire del diciannovesimo secolo, Bosch estese i confini della sua attività oltre la Germania. L'azienda aprì un ufficio vendite nel Regno Unito nel 1898, a cui ne seguirono altri in altre nazioni europee. Il primo ufficio vendite e la prima fabbrica negli Stati Uniti vennero aperti rispettivamente nel 1906 e nel 1910.
Nel 1913 la compagnia aveva già ripartito le attività tra le Americhe, l'Asia, l'Africa e l'Australia e generava l'88% delle sue vendite fuori dalla Germania. In rapida successione negli anni dopo la prima guerra mondiale, Bosch lanciò innovazioni per veicoli a motore, compreso il sistema di iniezione per motori diesel nel 1927. Negli anni venti, inoltre, la crisi economica mondiale portò Bosch a intraprendere rigorosi programmi di ammodernamento e diversificazione delle attività nella sua compagnia. In pochi anni trasformò la sua compagnia da un piccolo fornitore di parti per automobili basata su commerci specializzati in una multinazionale di elettronica.
Fin dall'inizio Bosch ebbe un grande interesse a promuovere programmi di occupazione e formazione e, spinto dalla sua profonda consapevolezza delle responsabilità sociali di un imprenditore, fu uno dei primi industriali tedeschi a introdurre la giornata lavorativa di otto ore.
A ciò seguirono altri benefici sociali esemplari per i suoi dipendenti. Bosch non aveva intenzione di trarre profitti da contratti di produzione di armamenti assegnati alla sua compagnia durante la Prima Guerra Mondiale, anzi, donò diversi milioni di marchi per cause umanitarie.
Fece aprire un ospedale nella città di Stoccarda, inaugurato ufficialmente nel 1940. Negli anni 20 e trenta fu anche politicamente attivo. Come imprenditore sedeva in diversi comitati economici. Spese molto nella causa di riconciliazione tra Germania e Francia. Sperava che questa riconciliazione avrebbe potuto portare la pace in Europa e condurre alla creazione di un'area economica europea senza frontiere. Ma il regime nazionalsocialista fece fallire gli sforzi pacifisti di Bosch. La compagnia accettò i contratti per la produzione di armamenti e impiegò forza lavoro durante la guerra. Allo stesso tempo, comunque, Robert Bosch supportò la resistenza ad Hitler: con i suoi più stretti collaboratori, salvò diversi ebrei e altre vittime della persecuzione nazista dalla deportazione.
Robert Bosch era profondamente interessato alle questioni agricole e rilevò una grandissima fattoria a sud di Monaco. Era anche un cacciatore appassionato. Morì nel 1942 lasciando quattro figli avuti da due mogli. Un altro figlio, avuto dal suo primo matrimonio, era già morto nel 1921 a causa della sclerosi multipla.
Nel 1937 Bosch ristrutturò la sua società rendendola una fondazione senza scopo di lucro. Scrisse anche le sue ultime volontà e un testamento in cui stabilì che i ricavi delle attività della società da lui fondata dovessero essere devoluti in cause umanitarie. Allo stesso tempo tracciò le linee guida per la gestione delle attività della compagnia, che furono formulate dai suoi successori nel 1964 e che rimangono valide ancora oggi.